# La Pomme (film, 1998)
Pour les articles homonymes, voir La Pomme.
Pour plus de détails, voir Fiche technique et Distribution.
La Pomme (en persan : سیب, Sib) est un film iranien réalisé en 1998. C'est le premier long métrage de Samira Makhmalbaf.

## Synopsis
Dans un quartier pauvre de Téhéran, des familles se sont unies pour révéler au bureau de l'Aide sociale qu'un de leurs voisins ne laisse jamais sortir ses enfants. Une assistante sociale est chargée de l'enquête. On découvre alors que deux fillettes de 11 ans, des jumelles, vivent derrière des barreaux dans leur maison depuis leur naissance. Argument du père : « Mes filles sont comme des fleurs. Il ne faut pas les montrer au soleil, sinon elles se faneraient vite. » Les deux filles finissent par être libérées par l'assistante sociale et commencent alors un voyage dans le monde extérieur dont elles ignorent encore tout. Leur rêve est de posséder une pomme. Au cours de leur périple, elles rencontrent un garçon qui leur fait miroiter le don d'une pomme, qu'il balance au bout d'une ficelle juste hors de leur portée.

## Fiche technique
- Photographie : Ebrahim Ghafuri
- Montage : Mohsen Makhmalbaf

## Distribution
- Masumeh Naderi : Masumeh
- Zahra Naderi : Zahra
- Ghorban Ali Naderi : le père
- Azizeh Mohammadi : Azizeh

## Autour du film
- Samira Makhmalbaf réalise ce film à 17 ans, après avoir dirigé deux films vidéo.
- Un an plus tard, la réalisatrice de 18 ans devient la plus jeune cinéaste au monde à participer à la sélection officielle d'un festival de stature internationale (Festival de Cannes).
- Le film est présenté dans plus de cent festivals en deux ans. Il est également distribué dans trente pays.

## Récompenses
- Mention honorable au Festival du film de Munich, 1999
- Prix FIPRESCI au Festival international du film de Locarno, 1998
- Festival international du film de Valladolid, 1998
- Mention spéciale au Festival international du film de Thessalonique 1998